# Ильг, Альфред
Альфред Генрих Ильг (нем. Alfred Heinrich Ilg; 30 марта 1854, Фрауэнфельд, Швейцария — 7 января 1916, Цюрих, Швейцария) — швейцарский инженер и доверенное лицо императора Эфиопии Менелика II.

## Биография
Альфред Ильг прибыл в Эфиопию по поручению одной швейцарской компании в 1879 году и находился при дворе будущего императора Менелика II (который стал императором в 1889 году), где быстро выучил амхарский язык. Он принимал участие в строительстве новой столицы Эфиопии, Аддис-Абебы. В победе Эфиопии над вторгнувшимися в страну итальянцами в сражении при Адуа в 1896 году есть и его вклад, поскольку его усилия сделали возможным производство в стране оружия и боеприпасов, избавив Эфиопию от необходимости импортировать их в страну.
Император Менелик II вознаградил Ильга присвоением звания «советника в ранге его превосходительства» в 1897 году, и, кроме того, назначил его министром иностранных дел в период с 1897 по 1907 год. Ильг показал себя умелым инженером при проектировании и строительстве железной дороги из Джибути в столицу. Он также отвечал за надзор над проектированием и строительством первого водопровода в столице и электрификацией императорского дворца в 1905 году. Ильг играл ведущую роль в сооружении ряда общественных зданий и выполнял функции заведующего протоколом и секретаря императора, за что получил наивысший в то время орден Звезды Эфиопии.
Заслуживают упоминания и такие его достижения как создание единой национальной валютной системы и налаживание почтовой связи. Когда Фридрих Розен (Friedrich Rosen), востоковед и руководитель официальной германской делегации организовал заключение ряда международных договоров между Эфиопией и Германией 7 марта 1905 года, влияние Ильга при дворе начало уменьшаться. Он не смог (или не захотел) ничего предпринять в отношении ряда придворных интриг, что привело к его отставке в 1907 году.
В 1902 году Альфред Ильг подарил Цюриху двух абиссинских львов как благодарность за образование, полученное в ETHZ. Животные в конце концов были переведены в Базельский зоопарк, это событие считается началом истории Цюрихского зоопарка, хотя официально тот был открыт в 1929 году.
Альфред Ильг вернулся в Швейцарию и обосновался в Цюрихе, где умер в возрасте 61 года.

## Фильмы
- «Alfred Ilg — Der weiße Abessinier» — фильм Кристофа Кюна (Christoph Kühn) (Швейцария, 2003).